# Fritz Ernst Oppenheimer
Fritz Ernst Oppenheimer (geboren 10. März 1898 in Berlin; gestorben 6. Februar 1968 in Nairobi, Kenia) war ein deutschamerikanischer Rechtsanwalt.

## Leben
Fritz Ernst Oppenheimer war eines von mehreren Kindern des Rechtsanwalts Ernst Oppenheimer und der Amalie Friedländer. Er war von 1915 bis 1918 Soldat im Ersten Weltkrieg, wurde verwundet und erhielt eine Auszeichnung. Er studierte danach Jura in Berlin, Freiburg im Breisgau, wurde 1922 in Breslau promoviert und studierte noch in Paris und London. Er arbeitete ab 1925 in der Anwaltskanzlei seines Vaters und führte diese nach dessen Tod ab 1929. Oppenheimer spezialisierte sich auf Internationales Recht. Er heiratete Elsbeth Kaulla, sie hatten zwei Kinder.
Oppenheimer erhielt nach der Machtübergabe an die Nationalsozialisten 1933 als Notar aus rassistischen Gründen ein Berufsverbot, durfte aber wegen des Frontkämpferprivilegs in seiner Rechtsanwaltspraxis unter den wirtschaftlichen und politischen Einschränkungen des deutschen Antisemitismus bis 1936 weiterarbeiten. 1937 emigrierte er mit der Familie nach England und von dort 1940 nach New York City, wo er in die Kanzlei von Cadwalader, Wickersham & Taft aufgenommen wurde. 1943 meldete er sich freiwillig für den Dienst in der United States Army und erhielt damit auch die US-amerikanische Staatsbürgerschaft. Er wurde zum Oberstleutnant befördert.
Als Rechtsberater des Generals Lucius D. Clay, der 1947 Militärgouverneur der Amerikanischen Besatzungszone in Deutschland wurde, nahm er Einfluss auf die politische Entwicklung im besetzten Deutschland und auf den Entnazifizierungsprozess. Oppenheimer wirkte mit bei Tagungen des Rats der Alliierten Außenminister, 1947 war er mit General George C. Marshall in Moskau und London, 1948 mit Dean Acheson in Paris, er war Stellvertreter des Außenministers bei der Ausarbeitung eines Österreichischen Friedensvertrags und 1948 Berater bei der Sechsmächtekonferenz über Deutschland in London. Nach 1949 arbeitete in New York in einer eigenen Kanzlei und hatte Beratungsaufträge bei der Londoner Schuldenkonferenz, bei der Validierung der deutschen Dollar-Schuldverschreibungen und bei der Neugestaltung der deutschen Kohle-, Stahl- und Eisenindustrie. 
Oppenheimer war Mitglied des Council on Foreign Relations, der International Law Association, American Society of International Law, Barrister des Inner Temple in London und der New York City Bar Association. 
Er ging 1957 in den Ruhestand, den er in Palo Alto, Kalifornien verbrachte. Er starb bei einem Unfall auf einer Urlaubsreise in Ostafrika.

## Schriften
- Handelsgesellschaften als Mitglieder von Personalgesellschaften. Breslau, R.- u. staatswiss. Diss., 1922